# Antazolina
Antazolina (łac. antazolinum) – organiczny związek chemiczny, pochodna etylenodiaminy, należąca do grupy antagonistów receptora H1 I generacji. 
Wskazaniami do podania antazoliny są:
- ostre stany alergiczne (m.in. wstrząs anafilaktyczny), jako lek wspomagający w skojarzeniu z adrenaliną,
- napadowe zaburzenia rytmu pochodzenia nadkomorowego włącznie z tachyarytmią w migotaniu przedsionków, niereagujące na standardowe leczenie przeciwarytmiczne.

Do objawów niepożądanych, poza charakterystycznymi dla leków tej grupy (nasilone łaknienie, senność, działanie atropinowe), należą częste reakcje uczuleniowe z towarzyszącą trombocytopenią i granulocytopenią. Ze względu na stosunkowo dużą toksyczność, zaleca się podawać ją w ostateczności.
Nazwa handlowa: Phenazolinum.